# أخلاقيات علم الأحياء
أخلاقيات بيولوجية أو الأخلاق الحيوية (بالإنجليزية: Bioethics) هي دراسة فلسفية للمشاكل الأخلاقية الناجمة عن التقدم في مجال البيولوجيا (علم الأحياء)، والطب والتكنولوجيا الحيوية في علاقتها بالسياسة، والقانون، والفلسفة، واللاهوت.

## التاريخ

### المصطلح
أخلاقيات علم الاحياء، ethos، السلوك) صيغت في عام 1927 من قبل فريتز يار، الذي «توقع الكثير من الجدل والمناقشات الجارية حاليا  في مجال البحوث البيولوجية التي تقام على الحيوانات في مقال حول «حتمية أخلاقيات بيولوجية»، كما سماها، فيما يتعلق بالاستخدام العلمي للحيوانات والنباتات. في عام 1970، استخدم عالم الكيمياء الحيوية الاميركي فان رينسيلار بوتر المصطلح أخلاقيات علم الاحياء "Bioethics" مع معنى واسع النطاق يتضمن الحاجة إلى أخلاق عالمية، لدراسة الصلة بين الأحياء، البيئة، الطب والقيم الإنسانية من أجل تحقيق بقاء البشر وأنواع الحيوانات الأخرى كما يشمل مبدأ التضامن اتجاه الغلاف الحيوي الأرضي.

## الغرض والسياق
تعتبر أخلاقيات علم الأحياء، أو ما يُعرف بالبيوإيتيكا، مجالاً حيوياً يهدف إلى تنظيم الممارسات العلمية لضمان احترام كرامة الإنسان وحماية حقوق المشاركين في الأبحاث، بالإضافة إلى الحفاظ على التوازن البيئي. حسب منظمة الأمم المتحدة للتربية والعلوم والثقافة، تُفهم أخلاقيات علم الأحياء على أنها الدراسة المنهجية والمتعددة الأبعاد والتخصصات، وحل المسائل الأخلاقية التي يثيرها الطب والعلوم الاجتماعية وعلوم الحياة المطبقة على البشر وعلاقتهم بالمحيط الحيوي، بما في ذلك القضايا المتعلقة بالحق في الولوج إلى التقدم العلمي والتقني. وتشمل المبادئ الأساسية مبدأ الاستقلالية، الذي يؤكد على ضرورة موافقة الأفراد عن وعي، ومبدأ الإحسان، الذي يفرض تقليل المخاطر قدر الإمكان. وتستند هذه المعايير إلى نصوص دولية كمدونة نورمبرغ وإعلان اليونسكو العالمي لأخلاقيات البيولوجيا وحقوق الإنسان ومن المبادئ أيضا ألا يتعرض الباحث لزملائه الباحثين من حيث خصوصياتهم أو كراماتهم أو نهج سيرهم، ومن أخلاقيات الباحث العلمي: الأمانة العلمية، كتمان سرية المعلومات أو خصوصيات المشاركين في البحث، تجنب إلحاق ضرر مادي أو معنوي بهم أومحاولة الضغط عليهم أو استفزازهم.
بحلول السبعينات، كانت هناك مساهمات ملحوظة من الفلاسفة وعلماء الدين مثل ج. أى. أم. انسكومب ور. أم. هيرومجموعة من الخبراء في الأخلاقيات البيولوجية كما ظهرت برامج أكاديمية في مجال الأخلاقيات البيولوجية. من بين هذه المؤسسات الأفدم كانت مركز هاستينغز، المعروف أصلا باسم معهد المجتمع، الأخلاق وعلوم الحياة، الذي تأسس في عام 1969 على يد الفيلسوف دانيال كالاهان والطبيب النفساني ويلارد جايلين، ومعهد كينيدي للأخلاقيات، الذي أنشئ في جامعة جورج تاون في عام 1971. كان نشر كتاب مبادئ أخلاقيات الطب الحيوي من قبل جيمس ف. تشايلدرس وتوم بوشامب وهو أول كتاب منهجى أمريكي للأخلاقيات البيولوجية، لحظة تحول ملحوظ في هذا التخصص.
خلال العقود الثلاثة اللاحقة، اكتسبت قضايا الأخلاقيات البيولوجية اهتماما واسع النطاق من خلال القضايا المعروضة على المحاكم بخصوص مقتل كارين آن كوينلان، نانسي كروزان وتيري شيافو. المجال طور كادره الخاص من دعاة معروفين على نطاق واسع، مثل آل جزنسين في جامعة واشنطن، جون فليتشر في جامعة فرجينيا، يعقوب م. ابيل في جامعة براون، روث فادن في جامعة جونز هوبكنز، وآرثر كابلان في جامعة بنسلفانيا. في عام 1995، أنشأ الرئيس الاميركي بيل كلينتون مجلس الرئيس للأخلاقيات البيولوجية، إشارة إلى أن هذا المجال قد وصل أخيرا إلى مستوى غير مسبوق من النضج والقبول في الولايات المتحدة الأمريكية. الرئيس جورج دبليو بوش أيضا اعتمد علي مجلس بشأن أخلاقيات بيولوجية في إصدار القرارات في مجالات مثل التمويل العام لأبحاث الخلايا الجزعية الجنينية.
مجال أخلاقيات بيولوجية تناولت رقعة واسعة من تساؤل الإنسان، والتي تتراوح من المناقشات حول حدود الحياة (مثل الإجهاض والقتل الرحيم) إلى تخصيص موارد الرعاية الصحية الشحيحة (مثل التبرع بالأعضاء، ترشيد الرعاية الصحية) إلى الحق في رفض الرعاية الطبية لأسباب دينية أو ثقافية. علماء الأخلاقيات البيولوجية كثيرا ما يختلفون فيما بينهم على الحدود الدقيقة لهذا التخصص، متجادلين ما إذا كان هذا المجال يجب أن يهتم بالتقييم الأخلاقي لجميع المسائل التي تنطوي على البيولوجيا والطب، أو لبعض المجالات الخاصة. بعض علماء الأخلاقيات البيولوجية يضيقوا التقييم الأخلاقي فقط إلى أخلاقية العلاجات الطبية أو الابتكارات التكنولوجية على البشر. آخرين يوسعون نطاق التقييم الأخلاقي ليشمل اخلاقية جميع الإجراءات التي قد تساعد أو تضر الكائنات الحية القادرة على شعور الخوف والألم. معظم علماء الأخلاقيات البيولوجية يشتركون في الالتزام بمناقشة هذه القضايا المعقدة باستخدام أدوات من تخصصات مختلفة كثيرة، لتطوير منهجية فعالة للتحليل الأخلاقي.
تتجاوز أخلاقيات علم الأحياء مجرد تنظيم البحوث الطبية لتشمل قضايا بيئية واجتماعية تتعلق بالتدخلات العلمية في الطبيعة. فالتطورات في الهندسة الوراثية والتعديل الجيني، على سبيل المثال، تطرح تساؤلات حول التأثيرات على التنوع البيولوجي وإمكانية تغيير السمات الوراثية في الكائنات الحية. تهدف الأخلاقيات البيولوجية إلى وضع حدود لهذه التدخلات من أجل حماية الكائنات الحية والأنظمة البيئية، حيث تركز على ضرورة مراعاة الأثر البيئي والاجتماعي لكل تقدم علمي.

## المبادئ
من أهم المجالات التي تناولها علماء الأخلاقيات الحيوية المعاصرون هو مجال التجارب البشرية. أهم هاته المبادئ هي احترام استقلالية الأشخاص والإحسان والعدالة وعدم إلحاق الضرر، ودلك حسب كود نورمبرغ (1948), وإعلان هلسنكي والإعلان العالمي لأخلاقيات البيولوجيا وحقوق الإنسان لمنظمة اليونسكو. كل هاته الوثائق الدولية تنص على احترام الكرامة الإنسانية وحقوق الإنسان، وتحقيق الفائدة الأقصى وتقليل المضار، احترام الحرية الفردية والمسؤولية، الحصول على موافقة مسبقة ومستنيرة، الحماية الخاصة لأولئك الذين لا يمكنهم التعبير عن موافقتهم، واحترام الضعف البشري والسلامة الشخصية، واحترام الخصوصية وسرية المعلومات الشخصية، وتحقيق المساواة والعدالة والإنصاف، ورفع التمييز وعدم التمييز، واحترام التنوع الثقافي والتعددية، تعزيز التضامن والتعاون، تقديم الفوائد للجميع وتقاسمها مع المجتمع، حماية الأجيال القادمة، حماية البيئة والتنوع البيولوجي، الحماية من العمليات الضارة في الحياة اليومية والعلمية. ويمكن تعريف هذه المبادئ كما يلي :
- الإحسان: يتضمن هذا المبدأ الالتزام بالعمل في مصلحة المريض ولصالحه، من خلال السعي لتحقيق فوائد له وتحسين صحته.
- عدم الضرر: يعني هذا المبدأ الالتزام بعدم تسبب الضرر للمريض وتقليل مخاطر الإصابة أو الضرر أثناء الرعاية الطبية.
- الحرية الذاتية: يبرز هذا المبدأ احترام قدرة المريض على اتخاذ قرارات مستنيرة بشأن صحته الخاصة، من خلال ضمان حقه في الحكم على نفسه والموافقة المستنيرة.
- العدالة: يهدف هذا المبدأ إلى ضمان المساواة في الوصول إلى الرعاية الصحية واتخاذ القرارات الطبية، من خلال ضمان توزيعًا عادلًا للموارد الطبية ومعاملة المرضى بشكل عادل ومنصف.

توفر مبادئ الأخلاق الطبية إطارًا أساسيًا لتوجيه الممارسة الطبية والبحث، ولكن يمكن أن تتعارض أحيانًا. على سبيل المثال، يمكن أن تنشأ توترات بين الإحسان والحرية الذاتية عندما تتعارض التوصيات الطبية مع تفضيلات المريض. يتطلب حل هذه الصراعات نهجًا متوازنًا يعزز احترام حرية المريض مع السعي لتعزيز رفاهيته بشكل أخلاقي. في النهاية، يتطلب اتخاذ القرارات الأخلاقية في هذه الحالات الحساسة تفكيرًا عميقًا في قيم وتفضيلات المريض، بالإضافة إلى الضروريات السريرية والأخلاقية.
تتضمن أخلاقيات علم الأحياء مجموعة من المبادئ الأساسية التي تهدف إلى توجيه السلوك العلمي نحو حماية حقوق الأفراد والكائنات الحية. تتعلق هذه المبادئ بالاستقلالية، حيث يُسمح للأشخاص باتخاذ قرارات مستنيرة بشأن مشاركتهم في الأبحاث. كما يُعتبر مفهوم العدالة أساسيًا لضمان توزيع فوائد البحث ومخاطره بشكل عادل. على سبيل المثال، يُظهر البحث على الخلايا الجذعية كيفية مواجهة التحديات الأخلاقية المرتبطة بالاستفادة من هذه التقنية لعلاج الأمراض، بينما يتطلب الأمر احترام حقوق المتبرعين وموافقتهم المستنيرة.

## وجهات النظر والمنهجية
علماء الأخلاقيات البيولوجية يأتوا من تشكيلة واسعة من الخلفيات وحصلوا على التدريب في مجموعة متنوعة من التخصصات. المجال يحتوي على أفراد مدربين في الفلسفة، مثل بيتر سنجر من جامعة برينستون ودانيال بروك من جامعة هارفارد، أخلاقيين مدربين طبيا سريريا مثل مارك زيجلر من جامعة شيكاغو، وجوزيف فينز من جامعة كورنيل، محامين، مثل يعقوب ابيل وويسلي ج. سميث، أقتصادين سياسين، مثل فرانسيس فوكوياما، وعلماء لاهوت بينهم جيمس تشايلدرس. المجال، سابقا هيمن عليه الفلاسفة المدربين رسميا، أصبح بشكل متزايد متعدد التخصصات، مع بعض النقاد مدعين أن أساليب الفلسفة التحليلية كان لها أثر سلبي على تطوير المجال. المجلات الرائدة في هذا المجال تشمل تقارير مركز هاستينغز، مجلة آداب مهنة الطب وربعية كمبريدج لأخلاقيات الرعاية الصحية.
العديد من الطوائف الدينية لهم تاريخهم الخاص في التحقيق في قضايا أخلاقيات بيولوجية ووضعوا قواعد والمبادئ توجيهية بشأن كيفية التعامل مع هذه القضايا من خلال وجهة نظر كل إيمان منهم. الأديان اليهودية، المسيحية و
الإسلامية وضعت كل واحدة منها كمية كبيرة من المؤلفات حول هذه المسائل. في حالة العديد من الثقافات الغير الغربية، فصل صارم بين الدين والفلسفة لا وجود له. في العديد من الثقافات الآسيوية، على سبيل المثال، هناك نقاش حيوي حول قضايا الأخلاقيات الحيوية. أخلاقيات بيولوجية البوذية، بصفة عامة، تتميز بنظرة طبيعية التي تؤدي إلى نهج عقلاني، عملي. علماء الأخلاقيات الحيوية البوذيين يشملوا داميان كيون. في الهند، فاندانا شيفا هي رائدة في الاخلاقيات الحيوية تتحدث من التقاليد الهندوسية. في أفريقيا، وجزئيا أيضا في أمريكا اللاتينية، المناقشة بشأن أخلاقيات بيولوجية كثيرا ما تركز على أهميتها العملية في سياق التخلف وعلاقات القوة الجيوسياسية.

## الإعلان العالمي لأخلاقيات البيولوجيا وحقوق الإنسان
منذ السبعينيات، توسعت مجالات الأخلاقيات الحيوية بشكل كبير، حيث باتت تشمل ليس فقط الأخلاق الطبية ولكن أيضًا التفكير في تطورات المجتمع وتأثيرات التكنولوجيا على مستوى العالم. تعني الأخلاقيات الحيوية التفكير في الأسئلة الصعبة التي يطرحها التقدم العلمي، وتضع أسئلة حول العلاقة بين الأخلاق، العلم والحرية.

### التاريخ
أصبح تحديد الإرشادات الأخلاقية العالمية في مجال الأخلاقيات الحيوية ضرورة ملحة في ظل اتساع نطاق الممارسات العلمية. تحركًا استجابيًا لهذه الواقعية، بادرت اليونسكو بعملية لتحديد الإرشادات الأخلاقية العالمية. خلال هذه العملية، تم إجراء استشارات في المراحل الأولى تضمنت مشاركة مختلف الجهات مثل الدول، والأمم المتحدة، والمنظمات الحكومية وغير الحكومية، وكذلك الخبراء.
لعبت اللجنة الدولية للأخلاقيات الحيوية (CIB) دوراً مركزياً في إعداد تقرير حول إمكانية وضع أداة عالمية في مجال الأخلاقيات الحيوية. في أكتوبر 2003، اعتبر المؤتمر العام لليونسكو أن تحديد هذه الإرشادات العالمية مناسبًا ، في إطار احترام كرامة الإنسان وحقوق الأفراد. تهدف هذه الخطوة إلى خلق توافق دولي حول مبادئ أخلاقية أساسية، مع التأكيد على أهمية التوعية والتعليم والحوار العام في هذا المجال.

## الأخلاقيات الحيوية النسوية
تنتقد الأخلاقيات الحيوية النسوية مجالات الأخلاقيات الحيوية والطب بسبب نقص شمولية وجهات نظر النساء والفئات المهمشة الأخرى. ويُعتقد أن هذا النقص في وجهات النظر يؤدي إلى اختلالات في توازن القوى لصالح الرجال. يُنظَر إلى هذه الاختلالات في القوى على أنها نتاج لطبيعة الطب المتمركزة حول الذكور. من الأمثلة على إهمال النساء في هذا السياق هو التجارب السريرية للأدوية التي تستبعد النساء بسبب تقلبات الهرمونات والمخاطر المحتملة على الأجنة في المستقبل.  أدى هذا الاستبعاد إلى فجوة في الأبحاث حول تأثير الأدوية على النساء. ويدعو علماء الأخلاقيات الحيوية النسويون إلى ضرورة اتباع نهج نسوي في الأخلاقيات الحيوية، لأن غياب وجهات النظر المتنوعة في هذا المجال قد يؤدي إلى أضرار يمكن تفاديها على الفئات الضعيفة. 
بدأ هذا التخصص بالانتشار أولاً في مجال الطب التناسلي، حيث كان يُنظر إليه كـ"قضية نسائية". ومنذ ذلك الحين، توسعت المناهج النسوية في الأخلاقيات الحيوية لتشمل مواضيع تتعلق بالأخلاقيات الحيوية في الصحة العقلية، ودعم حقوق ذوي الإعاقة، وإمكانية الوصول إلى الرعاية الصحية، والصناعات الدوائية.  وتشير الباحثة ليندمان إلى ضرورة توسيع الأجندة المستقبلية للمقاربات النسوية في الأخلاقيات الحيوية لتشمل مجالات أخرى، مثل أخلاقيات المؤسسات الصحية، وعلم الوراثة، وأبحاث الخلايا الجذعية، وغيرها. 
تشمل الشخصيات البارزة في مجال الأخلاقيات الحيوية النسوية كارول جيليجان، وسوزان شيروين، ومؤسسي **المجلة الدولية للمقاربات النسوية في الأخلاقيات الحيوية**، ماري سي. رولينسون وآني دونشين. ويُعدّ كتاب شيروين " لم تعد صبورة: الأخلاقيات النسوية في الرعاية الصحية " (الصادر عام 1992) أحد أول الكتب التي نُشرت بالكامل حول موضوع الأخلاقيات الحيوية النسوية، حيث يشير إلى أوجه القصور في النظريات الحيوية السائدة في ذلك الوقت. يتبنى منظور شيروين نماذج الاضطهاد في الرعاية الصحية، والتي تهدف إلى تهميش النساء، وذوي البشرة الملونة، والمهاجرين، والأشخاص ذوي الإعاقة بشكل أكبر.  ومنذ إنشائها في عام 1992، قامت المجلة الدولية للمقاربات النسوية في الأخلاقيات الحيوية بالكثير من العمل لإضفاء الشرعية على العمل والنظرية النسوية في هذا المجال. 
من خلال الإشارة إلى طابع الذكورة في الموضوع البشري المفترض عالميته، وحقيقة أن التقاليد لا تعتبر حقوق النساء حقوقًا إنسانية، تتحدى الأخلاقيات الحيوية النسوية هذا المجال. يستعرض هذا المقال كيف يصبح الجنس الآخر صامتًا وغير مرئي نتيجة هذا التحيز الجنسي غير المرئي. ويوضح كيف أن تجريد "الرجل" من الإنسانية يُعتبر سببًا أساسيًا للمرض على الصعيدين الاجتماعي والشخصي. وأخيرًا، يقدم المقال العديد من التوصيات حول كيفية إعادة النظر في المبادئ الأخلاقية الأساسية بشكل بنّاء من خلال تمثيل تجارب النساء وأجسادهن. 
- قضايا اجتماعية علمية

## قضايا
مجالات العلوم الصحية التي هي موضوع تحليل منشور، راجعه-الأقران للأخلاقيات البيولوجية تشمل:
| - الإجهاض - حقوق الحيوان - التلقيح الاصطناعي - حياة اصطناعية - الرحم الاصطناعي - الانتحار بمساعدة - القرصنة البيولوجية - الخطر البيولوجى - دم / بلازما الدم (تجارة) - تعديل الجسم - واجهة الكمبيوتر بالمخ - الخيمر - ختان - الاستنساخ - السرية (السجلات الطبية) - موافقة - منع الحمل (تحديد النسل) - حفظ النوتى بالتجميد - إعاقة - علم تحسين النسل - القتل الرحيم (البشرية والحيوانات غير البشرية) - أنبوب تغذية | - سرقة الجينات - العلاج الجيني - الاغذية المعدلة وراثيا - الكائنات المعدلة وراثيا - علم الجينوم - مشروع القردة العليا - استنساخ البشر - تحسين الإنسان - الهندسة الوراثية البشرية - منشأ علاجى - علاج العقم - إطالة الحياة - دعم الحياة - بضع الفص - سوء الممارسة الطبية - أبحاث طبية - تعذيب طبي - التزام أخلاقي - طب النانو - التبرع بالأعضاء (التوزيع العادل، تحيزات الطبقة والعرق) - إدارة الألم | - التوالد البكرى - ميثاق حقوق المرضى - غفل - التحكم في عدد السكان - الأدوية الموصوفة(الأسعار في الولايات المتحدة) - الإحسان الإنجابي - الأخلاقيات المهنية - الجراحة النفسية - نوعية الحياة (الرعاية الصحية) - استخدام العقاقير الأستجمامية - الحقوق الإنجابية - الجينات الانجابية - الحيوانات المنوية والبويضة(التبرع) - تعاطي الأدوية الروحانى - أبحاث الخلايا الجذعية - الانتحار - تأجير الأرحام - أطفال لثلاثة اباء - تغيير الجنس - بعد إنسانية - تجارة الزرع - زرع الأعضاء بين الأنواع |

## قراءات أخرى

### أخلاقيات بيولوجية المسيحية
- كولسون، تشارلز ووكر (ed.) (2004). الكرامة الإنسانية في قرن التكنولوجيا الحيوية: رؤية مسيحية للسياسة العامة. دونيرز غروف، إلينوي: إينترفرستي للصحافة. ردمك 0830827838
- ديمي، تيموثي ج. وغاري ب. ستيوارت. (1998). الانتحار: الجواب المسيحي: الاعتبارات الحيوية لاختيار الحياة. غراند رابيدز: كريغيل. ردمك 0825423554
- البابا يوحنا بولس الثاني. (1995). بشارة الذاتية: إنجيل الحياة. نيويورك: راندوم هاوس. ردمك 0812926714
- كيلنر، جون وآخرون. (1995). أخلاقيات بيولوجية ومستقبل الطب: تقييم المسيحي. غراند رابيدز، ميشيغان: وم. B. [ردمنس] شركة النشر. ردمك 0802840817
- كيلنر، جون ف، أرلين باء ميلر، وادموند بلجرينو د. (eds.). (1996). الكرامة والموت: تقييم مسيحي. غراند رابيدز، مي: شركة أردمنس للنشر، وكارلايل، والمملكة المتحدة: الصحافة الربانيه. ردمك 0802842321
- ميليندر، جيلبرت (2004). أخلاقيات بيولوجية: مدخل بالنسبة للمسيحيين. غراند رابيدز، ميشيغان: وم. ب. شركة أردمنس للنشر. ردمك 0802842348
- لودوفيكوس، نيكولاوس، بروتوبريسبايتر (2002). تفريد الموت والقتل الرحيم ، السينودس المقدس لكنيسة اليونان، لجنة لأخلاقيات بيولوجية، المؤتمر العلمي حول القتل الرحيم (أثينا، أيار / مايو 17-18، 2002)، واسترجاع في 27 فبراير، 2009. (مقالة في اليونانية).
- البابا بولس السادس. (1968). الحياة البشرية: حياة الإنسان. مدينة الفاتيكان.
- سميث، ويسلي ج. ((2004) دليل المستهلك لعالم جديد شجاع. سان فرانسيسكو: كتب اللقاء. ردمك 1893554996
- سميث، ويسلي ج. (. ثقافة الموت: الاعتداء على آداب مهنة الطب في الولايات المتحدة. سان فرانسيسكو: كتب اللقاء. ردمك 1893554066
- سميث، ويسلي ج. (1997). الخروج القسري: منحدر زلق من الانتحار بمساعدة على القتل. نيويورك: تايمز كتب. ردمك 0812927907
- ستيوارت، غاري ب. آخرون. (1998). أسئلة أساسية عن الانتحار والقتل الرحيم: هل هم على حق أبدا؟ سلسلة أسايات الأحياء. غراند رابيدز: كريغيل. ردمك 0825430720
- ستيوارت، غاري ب. آخرون. (1998). أسئلة أساسية عن قرارات نهاية الحياة: كيف نعرف ما هو الحق؟ غراند رابيدز: كريغيل. ردمك 0825430704
- ويستفال، يولر ريناتو. O Oitavo dia – na era da seleção artificial(انظر مراجعة اليوم الثامن (كتاب)). 1. ed. São Bento do Sul: União Cristã, 2004. v. 01. 125 p ردمك 85-87485-18-0

### أخلاقيات بيولوجية اليهودية
- بلايش، ج. ديفيد. 1981 اليهودية والشفاء. نيويورك: Ktav. ISBN 0-87068-891-X
- دورف، إليوت ن. (1998). مسائل الحياة والموت: نهج يهودي لآداب مهنة الطب الحديثة. فيلادلفيا: منشورات المجتمع اليهودي. ردمك 0827606478
- فيلدمان د م (1974). العلاقات الزوجية، وتنظيم النسل، والإجهاض في الشريعة اليهودية. نيويورك: شوكن للكتب.
- فرييدمان ب. (1999). الواجب والعلاج: أسس الأخلاقيات الحيوية اليهودية. نيويورك : روتلدج. ردمك 0415921791
- جاكوبوفيتس الأول. (1959). آداب مهنة الطب اليهودية. نيويورك : بلوخ للنشر.
- ماكلير، آرون ل. (ed.). مسؤوليات الحياة والموت في اليهودية الأخلاقيات الطبية الحيوية. نيويورك : JTS. ISBN 0-87334-081-7
- مايباوم م. «أخلاقيات مهنة الطب 'التقدمية' اليهودية : تلاحظ لجدول الأعمال» في مجلة اليهودية الإصلاحية 1986 ؛ 33 (3):27 - 33.
- روزنر، فريد. | 198 الطب الحديث والأخلاق اليهودية. نيويورك : مطبعة جامعة يشيفا. ردمك 0881250910
- اليهودية المحافظة المجلد. 54 (3)، ربيع 2002 (يحتوي على مجموعة من ستة مقالات عن أخلاقيات بيولوجية)
- زوهار، نعوم ج. (1997). البدائل في أخلاقيات بيولوجية اليهودية. ألباني : جامعة ولاية نيويورك برس. ردمك 0791432734

### أخلاقيات بيولوجية الإسلامية
- الخياط م ه. «الصحة والسلوك الإسلامي» في : جريدة الجندى ع، محرر، سياسة الصحة، الأخلاق والقيم الإنسانية : منظور إسلامي. الكويت : المنظمة الإسلامية للعلوم الطبية، 1995. p. 447-50.
- إبراهيم، أبو الفضل محسن. (1989). الإجهاض، تحديد النسل، الأمومة البديلة.  منظور إسلامي. انديانابوليس. ردمك 0892590815
- اسبوزيتو، جون. (ed.) (1995). «الأمومة البديلة» في موسوعة أوكسفورد للعالم الإسلامي الحديث (مجلد. 4 * نيويورك : مطبعة جامعة أوكسفورد ردمك 0195096150
- كاريتش، أنس. «أخلاقيات الاستنساخ» في مجلة إسلاميكا خريف / شتاء 2004. عدد # 11

### أخلاقيات بيولوجية البوذية
- فلوريدا، ر. أي. (1994) البوذية والمبادئ الأربعة في أخلاقيات الرعاية الصحية، أد. ر. جيلون وأ. لويد، تشيتشستر : جون وايلي وأولاده، 105-16.
- كيون، داميان. (1995) البوذية وأخلاقيات بيولوجية. لندن ونيويورك : ماكميلان / سان. مارتنز.

### أخلاقيات بيولوجية الهندوسى
- كاوارد، ه. ج. ج. ج. ليبنر، وك. ك. يونغ. (1989) الأخلاقيات الهندوسية: الطهارة، والإجهاض، والقتل الرحيم. ألباني : جامعة ولاية نيويورك برس.
- كراوفورد، س. س. (2003) أخلاقيات بيولوجية الهندوسية للقرن الحادي والعشرين. ألباني، نيويورك : جامعة ولاية نيويورك برس.
- كراوفورد، س. س. (1995) معضلات الحياة والموت، والهندوسية الأخلاقيات في سياق أمريكا الشمالية عام 1995. ألباني، نيويورك : جامعة ولاية نيويورك برس.
- فيرث، س. (2005) نهاية الحياة : نظرة هندوسية. مجلة لانسيت (The Lancet) 366(9486): 682-686.
- لاخان، شاهين. (2008) الهندوسية : الحياة والموت. طالب المجلة الطبية البريطانية. 16 (18):310 - 311.